# AN/SPG-53

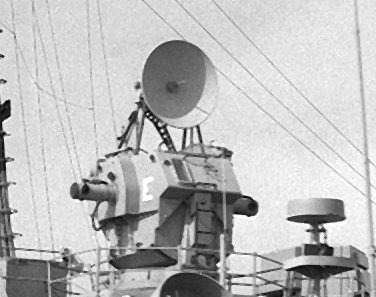
Das SPG-53 ist hier auf einem Mk 68 Feuerleitgerät montiert

Das AN/SPG-53 (JETDS-Bezeichnung) ist ein schiffgestütztes Feuerleitradar, welches von dem US-Konzern Western Electric produziert wurde.

## Beschreibung
Das SPG-53 ist für die Steuerung des Mark 42 Mehrzweckgeschützes zuständig. Es wurde von dem US-Konzern AT&T, nachdem das Unternehmen Western Electric übernommen hatte, hergestellt. Das System wird in Verbindung mit der Mk 68 Feuerleitanlage eingesetzt und arbeitet im Frequenzbereich von 8,5 bis 10 GHz bei einer konstanten Leistung von 35 kW. Ab der SPG-53E Version ist es auch möglich, Geschosseinschläge auf dem Wasser zu erkennen und die Feuerleitung entsprechend anzupassen. Des Weiteren kann das System auch zur Simulation von feindlichen EloGM-Aktivitäten verwendet werden.

## Plattformen
- Belknap-Klasse
- Leahy-Klasse
- Farragut-Klasse
- Long Beach
- Bainbridge
- Truxtun